# フタル酸ジメチル
フタル酸ジメチル（フタルさんジメチル、英: Dimethyl phthalate、略称DMP）は、フタル酸エステルの一種。

## 用途
アセテートセルロースプラスチックや顔料ラッカー、塩化ビニルフィルムなどの製造に使用される。1995年から1999年にかけての日本における年間生産量は1,500トンで推移している。香料の溶剤・保留剤としての用途はフタル酸ジエチルに代わられた。市販品は0℃前後で凍結する。

## 安全性
日本の消防法では危険物第4類・第3石油類に分類される。動物実験での半数致死量（LD50）は、ラットへの経口投与で6,900mg/kg、ラットへの経皮投与で4,800mg/kgのデータがある。皮膚や呼吸器に対する刺激性は確認されていないが、摂取によりヒトの中枢神経の抑うつの原因となることがある。